# 窓ガラス (曲)
「窓ガラス」（まどガラス）は、研ナオコの17枚目のシングル。1978年7月10日にキャニオン・レコードから発売された。

## 概要
当時、音楽番組で披露した際には、まだ無名だったTHE ALFEEがギター伴奏とサビ部分のバックコーラス歌唱をしていた。研とTHE ALFEEは同じ事務所（田辺エージェンシー）という縁があった。
THE ALFEEの坂崎幸之助は「この曲で初めてテレビで『研ナオコ with アルフィー』とクレジットを入れて頂いたのが、凄く嬉しかった」とコメントしている。
TBSテレビ『ザ・ベストテン』では、前作「かもめはかもめ」に引き続きランクイン（最高7位・通算4週間。次の同番組で研の登場は1982年の「夏をあきらめて」）。

## 収録曲
- 全作詞・作曲：中島みゆき

1. 窓ガラス
編曲：クニ河内
2. さよならを伝えて
編曲：若草恵

## カバー
窓ガラス
- 中島みゆき（1991年、映像作品『夜会1990』収録／セルフカバー）

さよならを伝えて
- 中島みゆき（1979年、アルバム『おかえりなさい』収録／セルフカバー）
  - タイトルは「サヨナラを伝えて」となっている。